# واگینگ ام زی
واگینگ ام زی (به آلمانی: Waging am See) یک شهر در آلمان است که در بایرن واقع شده‌است.

## خصوصیات
واگینگ ام زی ۴۸٫۸۶ کیلومترمربع مساحت دارد ۴۶۵ متر بالاتر از سطح دریا واقع شده‌است.